# Tulio Crespi
Orlando Tulio Crespi (Ciudad de Buenos Aires, Argentina; 22 de junio de 1938), conocido popularmente como Tulio Crespi, es un expiloto de automovilismo, fabricante y preparador argentino de automóviles de competición, que se destacó durante varios años en el armado de automóviles de competición en la República Argentina. Su actividad se inició durante la década de 1960 y hasta el día de hoy sigue relacionada con la preparación de monoplazas y turismos. Tiene una fábrica propia de coches de competición, aunque también fabricó turismos fuera de serie para el tránsito urbano. Actualmente, dirige su fábrica de vehículos, ubicada en la localidad de Balcarce, donde se fabrican chasis para competencias de fórmulas (mayoritariamente, de Fórmulas Renault Metropolitana) y donde se encuentra la base operacional de su equipo de competición. Durante mucho tiempo, fue proveedor de chasis de la categoría Fórmula Renault Argentina, compitiendo contra carroceros como Oreste Berta o Héctor Pérez, con quien perdió la concesión de exclusividad en la provisión de chasis a la categoría.

## Historia
Tulio Crespi inició su trabajo como preparador en 1962, cuando creó una estructura monocasco para fórmulas. Su primer vehículo, fue bautizado como Tulia 1 y fue presentado en el año 1963 en el marco del campeonato de Fórmula Mini Juniors, equipándolo con un impulsor marca NSU. El propio Crespi se encargó de pilotear aquel vehículo, debutando en la categoría el 29 de septiembre de 1963 y conquistando la victoria en dicha competencia. Esto lo llevó a realizar más producciones que terminaron en la formación del equipo Crespi Competición y el surgimiento de la empresa Tulio Crespi S.A.. Una particularidad de Crespi era bautizar sus chasis o productos con el nombre "Tulia", que no era otra cosa que el femenino de su nombre de pila. También, por ese entonces, comenzaba su trabajo de preparador alistando coches de turismo para el Turismo Carretera.
El primer trabajo grande de Crespi como carrocero se dio en 1967, cuando su piloto Nasif Estéfano, que competía en el Turismo Carretera a bordo de un IKA Torino, tuvo un fuerte accidente que dejara al vehículo muy maltratado. A causa de este infortunio, Crespi comenzó a armar una nueva carrocería. El reglamento de Turismo Carretera, permitía a los preparadores presentar prototipos de diseño avanzado y altamente aerodinámicos. La idea de Estéfano, fue la de crear un diseño revolucionario que pudiese mejorar sus posibilidades en la competición. Fue así que los restos del Torino fueron trasladados al taller de Crespi, donde se comenzó la restauración del mismo. El largo total del coche fue modificado, siendo recortados 40 cm. del baúl. El despeje al suelo fue reducido a 12 cm y la caída del techo fue modificada por una caída estilo Fastback. El resultado final, fue un vehículo de líneas altamente aerodinámicas, y de baja estatura, motivo por el cual fue bautizado Petiso-Torino. El éxito obtenido por este modelo en su presentación, animó a Crespi a lanzar un vehículo fuera de serie, utilizando la mecánica del Torino. Este modelo, fue bautizado como Tulia GT y su diseño poseía las mismas características del coche diseñado para Estéfano.
El prestigio obtenido por Crespi, gracias a la fabricación de sus productos, fue motivo para que se le cursara una invitación a la 62.ª edición del Salón del Automóvil de París, realizada en el año 1975, donde tuvo la posibilidad de mostrar sus productos. En ese entonces, a la Tulia GT, ya se le había sumado un segundo modelo que fue bautizado como Tulieta, un vehículo basado en la mecánica del Renault 4 y el cual venía en versiones cupé y cabriolet. La recepción que obtuvo Crespi en Europa, fue tal que recibió pedidos para ser representado en Francia, sin embargo, la crisis financiera del país, le imposibilitó satisfacer tal demanda. Con todos estos problemas, Crespi debió suspender momentáneamente la producción de automóviles.
A comienzos de la década del '80, Crespi trasladó su producción hacia la ciudad de Balcarce, donde actualmente se yergue la factoría donde se fabrican chasis y prototipos de competición, entre los que se encuentran los Fórmula Renault, Sport Prototipo y Utilitarios.
El equipo Crespi Competición debutó oficialmente en TC 2000 en 1994, cuando con preparación de Tulio Crespi en el chasis y Oscar Castellano en el motor, hizo su debut en la categoría el piloto Guillermo Ortelli. El coche elegido fue un Ford Escort Ghía. En 1995, el equipo se agrandó con la incursión de Omar Martínez, siendo esta la única vez que Ortelli y Martínez compartieron un equipo en el automovilismo nacional. En 1996, Crespi forma un nuevo equipo llevando a Daniel Cingolani y a Miguel Ángel Etchegaray como pilotos. En 1997 y con el advenimiento de un nuevo reglamento, Tulio Crespi continuó trabajando sobre los Escort, hasta que en 1998 decide probar suerte con la preparación de dos unidades Chevrolet Vectra, quedando ese año como el único representante de la marca ante el retiro de la escudería oficial. En los años siguientes, Crespi siguió presentando sus unidades, cambiando el Chevrolet Vectra por un Chevrolet Astra en 2002.
Luego de estas actuaciones, finalmente Crespi se retiró del TC 2000 abocándose a la preparación de monoplazas y de los Sport Prototipos de la categoría GT 2000. En 1999, sus hijos Luciano y Matías Crespi crean el Crespi Junior, equipo que debutó en Fórmula Renault y que obtuviera el título de la mano de Esteban Guerrieri. Actualmente, este equipo participa en el Top Race, donde pone en pista un automóvil para el TRV6 y dos para el Top Race Junior, siendo su piloto de TRV6, el misionero Rafael Morgenstern y sus pilotos del Top Race Junior, Mauricio Chiaverano y Eric Lichtenstein.
Durante gran parte de las décadas del 80 y 90, fue el proveedor oficial y exclusivo de chasis para la categoría Fórmula Renault Argentina, categoría a la cual proveyó de sus chasis Tulia, hasta 2006, cuando fue reemplazado por los chasis Tito del preparador Héctor Pérez. Ese año, Mariano Werner fue el último campeón con un chasis Crespi, y Matías Muñoz Marchesi su último ganador.

## Productos de Tulio Crespi
- Tulia GT: Deportivo creado sobre la plataforma y mecánica de un IKA Torino. Es una Cupé fastback estilo deportiva.
- Tulieta GT: Deportivo creado con la mecánica de un Renault 4. Es un modelo pequeño con carrocería cupé y cabriolet.
- Spiaggia: Vehículo playero abierto, creado con la mecánica de un Renault 4
- Alpine II: Deportivo creado sobre la base del Tulietta GT.
- Chasis Tulia: Chasis creado para competencias de monoplazas, ya sea de Fórmulas como de Sport Prototipos.
- Petiso: Prototipo de Turismo Carretera, creado sobre la base de un IKA Torino. Surgió de las reformas hechas a un Torino accidentado y destruido.